# Шиманский, Стефан Георгиевич
Стефан Георгиевич Шиманский (1867—1931) — российский учёный-химик, профессор.

## Биография
Родился 26 декабря 1867 года[по какому календарю?] в Харьковской губернии. Сначала окончил Харьковское реальное училище, затем химический факультет Рижского политехнического училища — с отличием в 1895 году со званием инженер-химик. Будучи студентом, в 1887 году, вступил в русскую студенческую корпорацию Fraternitas Arctica. Вернувшись в Харьков, он стал вольнослушателем Харьковского практического технологического института, но уже в следующем году уехал в Санкт-Петербург, где стал работать на Охтинском пороховом заводе в качестве помощника начальника мастерской в отделе ректификации спирта и производства эфиров.
В 1897 году он работал химиком на одном из заводов акционерного общества Тульских доменных печей; 1 сентября 1897 года получил должность ассистента химического отделения в Рижском политехническом институте и через год был направлен в заграничную командировку для специализации в области отделки и крашения тканей. Вернувшись в Ригу, 1 июля 1899 года он был назначен преподавателем химической технологии; с 1901 года — коллежский советник, с 1905 года — статский советник; с 1 июля 1906 года — адъюнкт-профессор; 2 мая 1911 года был избран профессором кафедры химической технологии; с 26 июля 1917 года — ординарный профессор. Был награждён орденами Св. Станислава 2-й степени (01.01.1908) и Св. Анны 2-й степени (01.01.1913).
В 1901 году начал проводить опыты в красильной лаборатории политехнического института по прикладной энзимологии. В 1911 году под его руководством свою дипломную работу выполнил П. П. Будников.
В 1915 году вместе с институтом Шиманский эвакуировался в Москву, а затем — в Иваново-Вознесенск, где на базе Рижского политехнического института в 1918 году был образован Иваново-Вознесенский политехнический институт. Шиманский был избран профессором и заведующим кафедрой технологии волокнистых материалов, а также заместителем декана химического факультета. В это время, кроме административной и преподавательской работы, он проводил большую научную работу по котонизации льняных очёсов, мерсеризации волокон растительного происхождения азотной кислотой, применению фосфоресцирующих составов в ситце-набивном производстве и т. п. В первой городской библиотеке он читал курс популярных лекций.
В 1922 году Шиманский уехал в Ригу, где он до своей смерти работал директором Рижского ремесленного училища.

## Семья
В 1911 году женился на вдове, Марии(?) Ивановне Светловой.